# عدير (حبيش)

تعديل مصدري - تعديل

عدير محلة تابعة لقرية راجم، التابعة لعزلة جبل عميقة بمديرية حبيش إحدى مديريات محافظة إب في الجمهورية اليمنية، بلغ تعداد سكانها 66 حسب تعداد اليمن لعام 2004.